# Montserrat Amédée
Pour les articles homonymes, voir Amédée.

a Compétitions nationales et continentales officielles uniquement.

b Matchs officiels uniquement.
Dernière mise à jour le 14 août 2017.
Montserrat Amédée, née le 13 mai 1996 à Agen (Lot-et-Garonne), est une joueuse internationale française de rugby à XV et de rugby à sept, occupant le poste d'arrière en club avec le Stade bordelais.
Avec l'équipe de France de rugby à sept, elle parvient en finale de la Coupe du monde en 2018 et 2022.
Elle est en 2025 sextuple championne de France, trois fois avec le Montpellier RC et trois fois avec le Stade bordelais.

## Biographie
Montserrat naît à Agen le 13 mai 1996, de parents originaires du Lot-et-Garonne. Avant de se mettre au rugby à XV, elle pratique la gymnastique pendant treize ans, puis le handball. Elle est, en 2017, étudiante en STAPS.
Montserrat Amédée dispute son premier match international avec l'équipe de France lors de la Coupe du monde 2017 en Irlande. Elle dispute l'intégralité des rencontres de l'équipe de France. Elle marque en tout 25 points, ce qui la place en tête au nombre de points marqués par une Française pendant la compétition, à égalité avec Caroline Ladagnous. Elle marque également un essai lors du premier match contre le Japon.
La saison suivante, elle est nommée dans l'équipe type des World Rugby Women's Sevens Series, avec les Australiennes Evania Pelite et Emma Tonegato, la Russe Baizat Khamidova, l'Espagnole Patricia García et les Néo-Zélandaises Portia Woodman et Michaela Blyde. En juillet, elle dispute la Coupe du monde de rugby à sept. L'équipe de France parvient à se qualifier pour la finale, en battant l'Australie sur le score de 19 à 12 avec un essai dans les arrêts de jeu. En finale, les Françaises s'inclinent face à l'équipe de Nouvelle-Zélande sur le score de 27 à 0.
En janvier 2023, elle remporte la médaille d'argent lors du tournoi de Sydney de rugby à sept.
Avec son équipe du Stade bordelais, elle remporte le championnat de France Élite 1 2022-2023 : elle participe à la finale victorieuse des Lionnes contre le Blagnac SC le 10 juin 2023, qui clôt une saison de douze victoires en treize matchs.
En 2024 elle contribue à la reconquête du titre par le Stade bordelais après avoir participé à sept des treize rencontres du Championnat 2023-2024, dont la finale,.
Le 31 mai 2025 elle remporte pour la troisième fois consécutive le Championnat de France avec les Lionnes du Stade bordelais. Elle n'est pas sélectionnée pour la Coupe du monde.

## Statistiques en équipe nationale
- 7 sélections en équipe de France
- 25 points (1 essai)

En Coupe du monde :
- 2017 : 5 sélections (Japon, Australie, Irlande, Angleterre, États-Unis).

## Palmarès

### En club
- Vainqueure du Championnat de France en 2017, 2018, 2019, 2023, 2024 et 2025
- Finaliste du Championnat de France en 2016

### En équipe nationale
- Troisième de la Coupe du monde de rugby à XV en 2017
- Finaliste de la Coupe du monde de rugby à sept en 2018